# Trippel SG 6

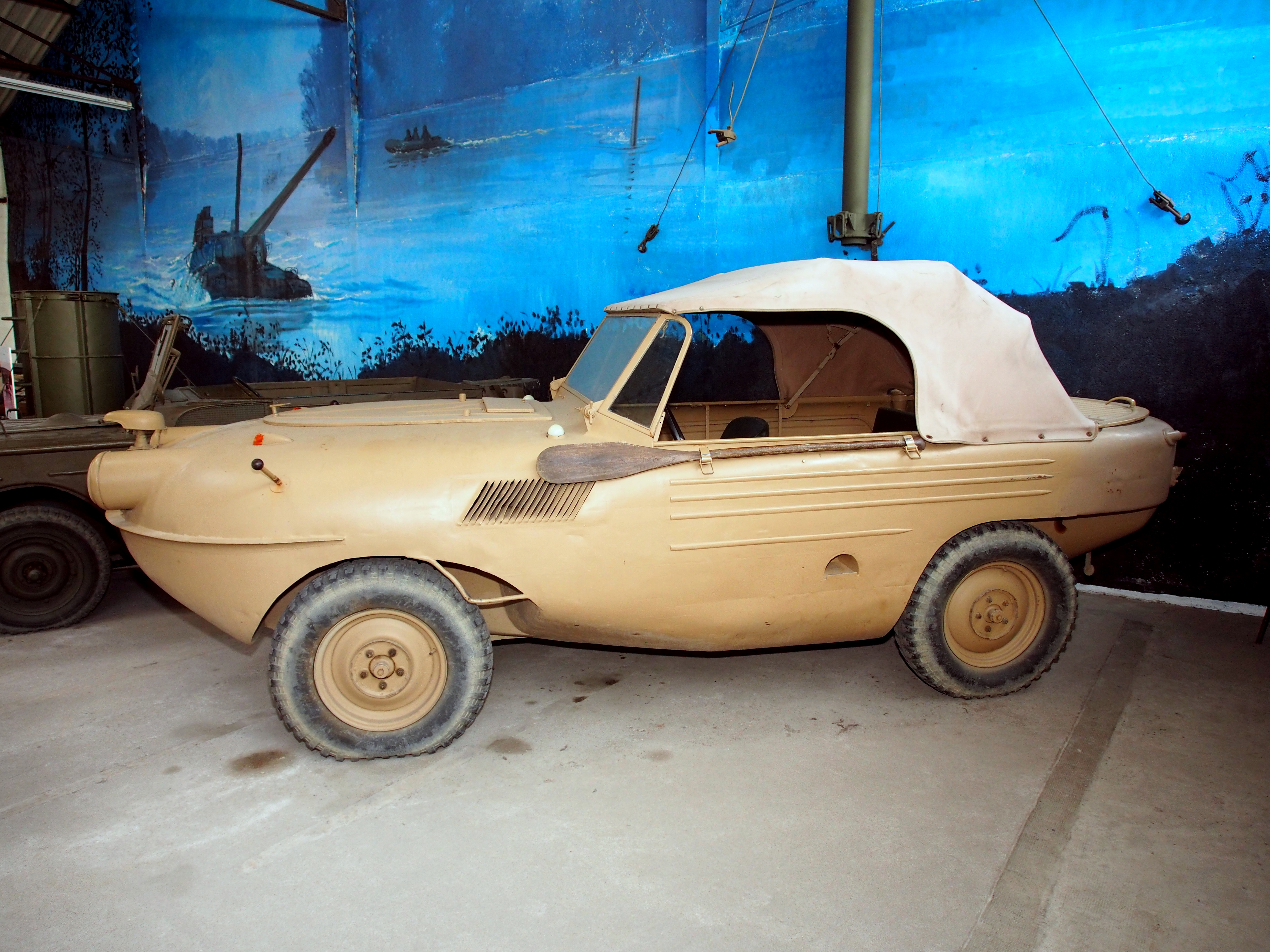
En Trippel SG 6/41 på Musée des Blindés i Saumur.

Trippel SG 6 är en amfibiebil från Trippel-Werke GmbH som användes av tyskarna under andra världskriget.
Fordonet konstruerades av Hans Trippel och tillverkades på den tidigare Bugattifabriken i Molsheim i Alsace mellan 1940 och 1944. Det baserades på ett civilt amfibiefordon för fiske och jakt som Trippel lanserade 1935. De första tjugo civila exemplaren beställdes av Wehrmacht.
Trippel SG 6 är i motsats till andra amfibiebilar inte baserad på ett fordon med hjul. Karossen har form som en balja och saknar dörrar. Fordonet är framhjulsdrivet och har en 55 hk 2,5 liters, 6-cylindrig bensinmotor från Opel och en demonterbar propeller. Det kan köra 80 kilometer i timmen på landjorden och 14,5 km/tim i vatten och lastar 500 kg. Mellan 1939 och 1943 tillverkades också en större modell med dörrar som kunde transportera 16 man.
Omkring 1 000 Trippel SG 6 tillverkades innan fordonet ersattes av den lättare och billigare Volkswagen Schwimmwagen.